# Cochemiea mainiae
Cochemiea mainiae ist eine Pflanzenart aus der Gattung Cochemiea in der Familie der Kakteengewächse (Cactaceae). Das Artepitheton mainiae ehrt Frau F. M. Main, die Entdeckerin der Art.

## Beschreibung
Cochemiea mainiae wächst einzeln und auch von der Basis her sprossend. Die kugeligen bis eiförmigen Triebe sind leuchtend grün, manchmal auch in den Axillen rötlich. Sie werden 6 bis 7 Zentimeter hoch und 10 bis 12 Zentimeter im Durchmesser groß. Die zylindrisch bis konisch werdenden Warzen sind etwas einwärts gebogen und ohne Milchsaft. Die Axillen sind nackt. Es sind 1 bis 2 Mitteldornen vorhanden, die kräftig, braun oder gelb, mit dunkler Spitze und bis zu 1,5 Zentimeter lang sind. Die 8 bis 15 Randdornen sind nadelig schlank, gelb oder weiß werdend mit dunkler Spitze und 1,2 Zentimeter lang.
Die rosaweißen Blüten haben einen auffälligen purpurrosa farbenen Mittelstreifen. Sie sind 1,2 Zentimeter lang und weisen einen eben so großen Durchmesser auf. Die innerhalb der Bedornung verbleibenden Früchte sind klein, kugelig bis eiförmig und leuchtend rot. Sie enthalten schwarze Samen.

## Verbreitung, Systematik und Gefährdung
Cochemiea mainiae ist im US-Bundesstaat Arizona und in den mexikanischen Bundesstaaten Sonora und Sinaloa verbreitet.
Die Erstbeschreibung als Mammillaria mainiae erfolgte 1900 durch Mary Katharine Brandegee. Peter B. Breslin und Lucas C. Majure stellten die Art 2021 in die Gattung Cochemiea. Weitere nomenklatorische Synonyme sind Neomammillaria mainiae (K.Brandegee) Britton & Rose (1923), Chilita mainiae (K.Brandegee) Orcutt (1926) und Ebnerella mainiae (K.Brandegee) Buxb. (1951).
In der Roten Liste gefährdeter Arten der IUCN wird die Art als „Least Concern (LC)“, d. h. als nicht gefährdet geführt.

## Nachweise